# El Berrueco
El Berrueco é um município da Espanha na província e comunidade autónoma de Madrid, de área 28,80 km² com população de 543 habitantes (2006) e densidade populacional de 16,66 hab/km².

## Demografia
| Variação demográfica do município entre 1991 e 2004 | Variação demográfica do município entre 1991 e 2004 | Variação demográfica do município entre 1991 e 2004 | Variação demográfica do município entre 1991 e 2004 |
| --------------------------------------------------- | --------------------------------------------------- | --------------------------------------------------- | --------------------------------------------------- |
| 1991                                                | 1996                                                | 2001                                                | 2004                                                |
| 279                                                 | 318                                                 | 410                                                 | 479                                                 |